# Anna Żarnowska

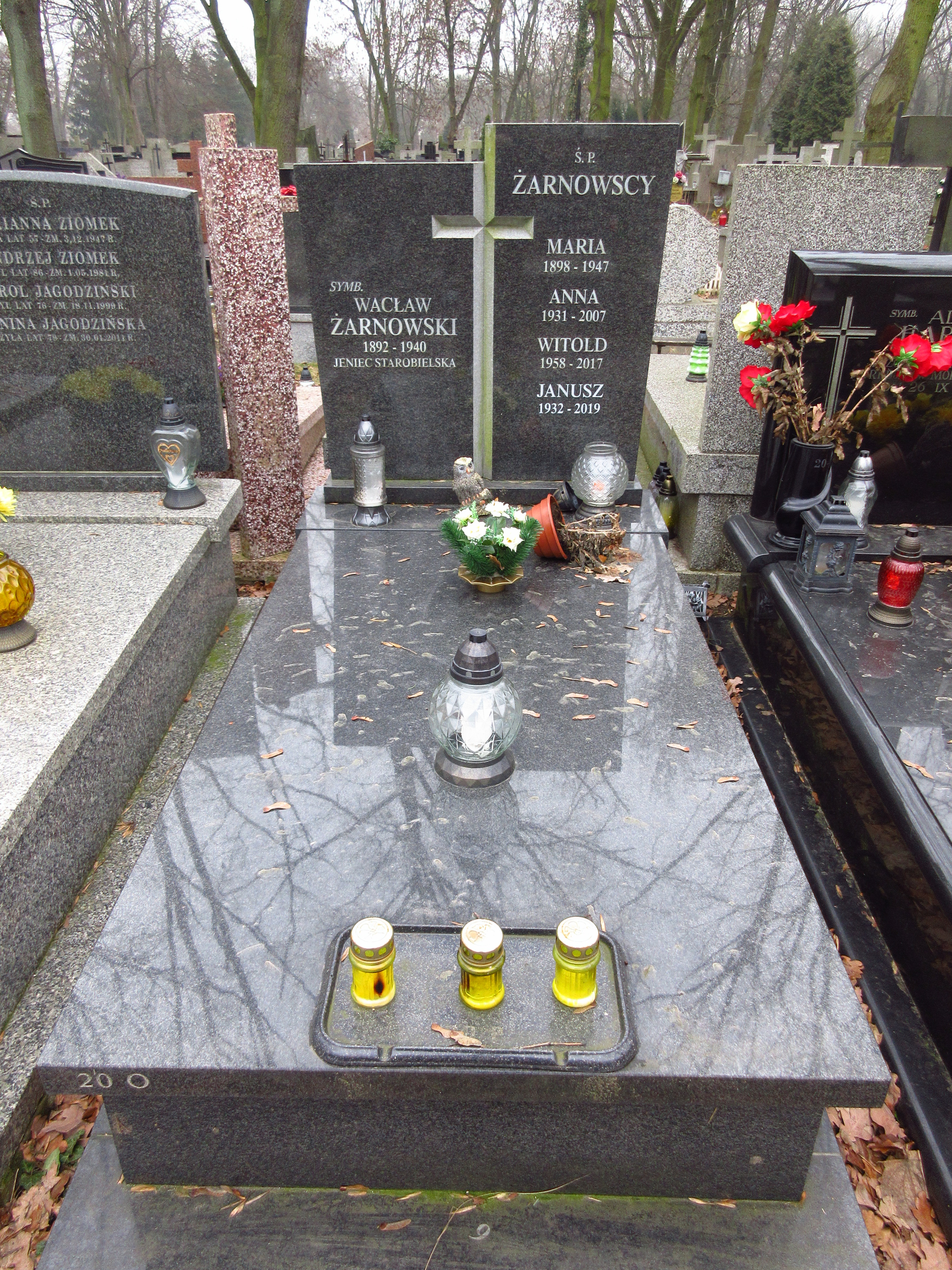
Grób Anny i Janusza Żarnowskich na cmentarzu Bródnowskim

Anna Maria Żarnowska, z domu Rozwadowska (ur. 28 czerwca 1931 w Warszawie, zm. 9 czerwca 2007 tamże) – historyk, badaczka historii polskiego ruchu robotniczego i historii kobiet, profesor Uniwersytetu Warszawskiego.

## Życiorys
Magisterium na Uniwersytecie Warszawskim uzyskała w 1954. Stopień naukowy doktora uzyskała 27 listopada 1962 na podstawie rozprawy pt. Kształtowanie się lewicowego nurtu i rozłam w PPS (1904–1906) napisanej pod kierunkiem Żanny Kormanowej. Habilitacja w 1973. Od 1985 posiadała tytuł naukowy profesora nadzwyczajnego, a od 1995 zajmowała stanowisko profesora zwyczajnego UW.
Od 1948 do 1953 była członkiem Związku Młodzieży Polskiej, a od 1953 należała do Polskiej Zjednoczonej Partii Robotniczej. Była organizatorem grupy partyjnej POP PZPR na Uniwersytecie Warszawskim. W latach 1951–1952 pracowała jako sekretarz w Katedrze Historii Polski Instytutu Kształcenia Kadr Naukowych przy KC PZPR, w 1954 była pracownikiem naukowym w Wydziale Historii Partii, a od 1954 do 1958 była aspirantką w Instytucie Nauk Społecznych przy KC PZPR. Od 1966 przewodnicząca Komisji Historii Kobiet przy Polskim Komitecie Nauk Historycznych, od 1986 kierownik Zespołu/Katedry Historii Społecznej Polski XIX i XX w. na tle porównawczym, od 1989 kierownik projektu badawczego „Społeczno-kulturowa historia kobiet w Polsce w XIX i XX w.”; redaktor naukowy (wraz z Andrzejem Szwarcem) serii studiów pt. Kobieta i... Członek Rady Naukowej International Conference of Labour and Social History (ITH) w Wiedniu od 1990, wiceprzewodnicząca Rady od 1997, przedstawicielka UW w ITH od 1976. Była żoną historyka, profesora Janusza Żarnowskiego.
Była odznaczona Krzyżem Oficerskim Orderu Odrodzenia Polski. Pochowana 15 czerwca na cmentarzu Bródnowskim w Warszawie (kwatera 20P-5-13).

## Uczniowie
Do jej uczniów należą: Irena Kępa, Jarosław Paskudzki, Andrzej Stawarz, Andrzej Tusiński, Adrian Zandberg.

## Najważniejsze publikacje
- Geneza rozłamu w Polskiej Partii Socjalistycznej (1904–1906) (1965);
- Klasa robotnicza Królestwa Polskiego (1870–1914) (1974);
- Robotnicy Warszawy na przełomie XIX/XX wieku (1985);
- Wokół tradycji kultury robotniczej w Polsce (przed 1939) (1986, red. naukowy i współautorka);
- Seria Kobieta i...:
  - tom I: Kobieta i społeczeństwo na ziemiach polskich w XIX wieku (1990);
  - tom II: Kobieta i edukacja na ziemiach polskich w XIX i XX w., części 1–2 (1992);
  - tom III: Kobieta i świat polityki, części 1–2 [XIX i XX w.] (1994–1996);
  - tom IV: Kobieta i kultura – wśród twórców kultury intelektualnej i artystycznej (wiek XIX–XX) (1996);
  - tom V: Kobieta i kultura życia codziennego. Wiek XIX i XX (1997);
  - tom VI: Kobieta i praca w XIX i XX w. (2000);
  - tom VII: Kobieta i kultura czasu wolnego (XIX i XX w.) (2001);
  - tom VIII: Kobieta i małżeństwo. Wiek XIX–XX (2004);
- Religion und Politics: Polish Workers c. 1900, [w:] „Social History” 1991, s. 299–316;
- Równe prawa i nierówne szanse – kobiety w Polsce międzywojennej (2000, red. naukowa i współautorka);
- Workers, Women and Social Change in Poland, 1870–1939, Ashgate 2004.